# Akrabim

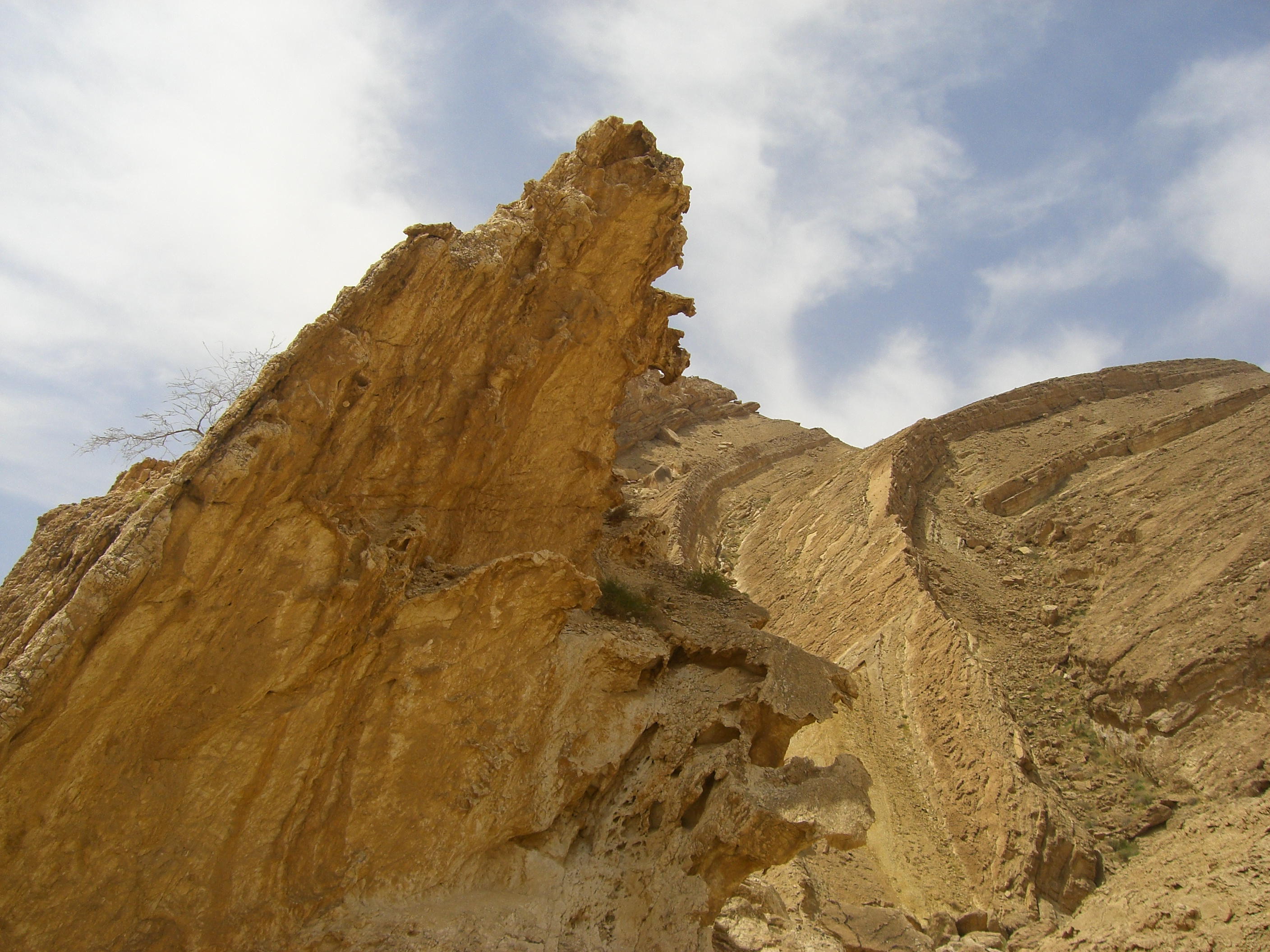
Akrabbim

Akrabim, Wzgórze Skorpionów (hebr. עקרבים) – wzgórze zlokalizowane w południowej części Judei. Według Lb 34,4, Joz 15,3 oraz Sdz 1,36 znajdowało się niedaleko pustyni Sin. Nazwa Akrabim została odnotowana także przez pisarza z przełomu III i IV wieku, Euzebiusza, w jego dziele Onomasticon. Pisarz lokalizował to miejsce we wschodniej części Judei niedaleko miejscowości Akrabettene, położonej około 13 km na wschód od Neapolis, jednak ta lokalizacja nie pokrywa się z wiadomościami z Biblii. Kolejnym źródłem, które wymienia Akrabim, jest mapa z Madaby, datowana na VI wiek. Według niej Akrabim jako Akrabitte mieściło się na wschodnich krańcach Judy. Przez niektórych badaczy Akrabim jest utożsamiane z przełęczą Naqb Sfai na pustyni Negew.